# Amphioctopus

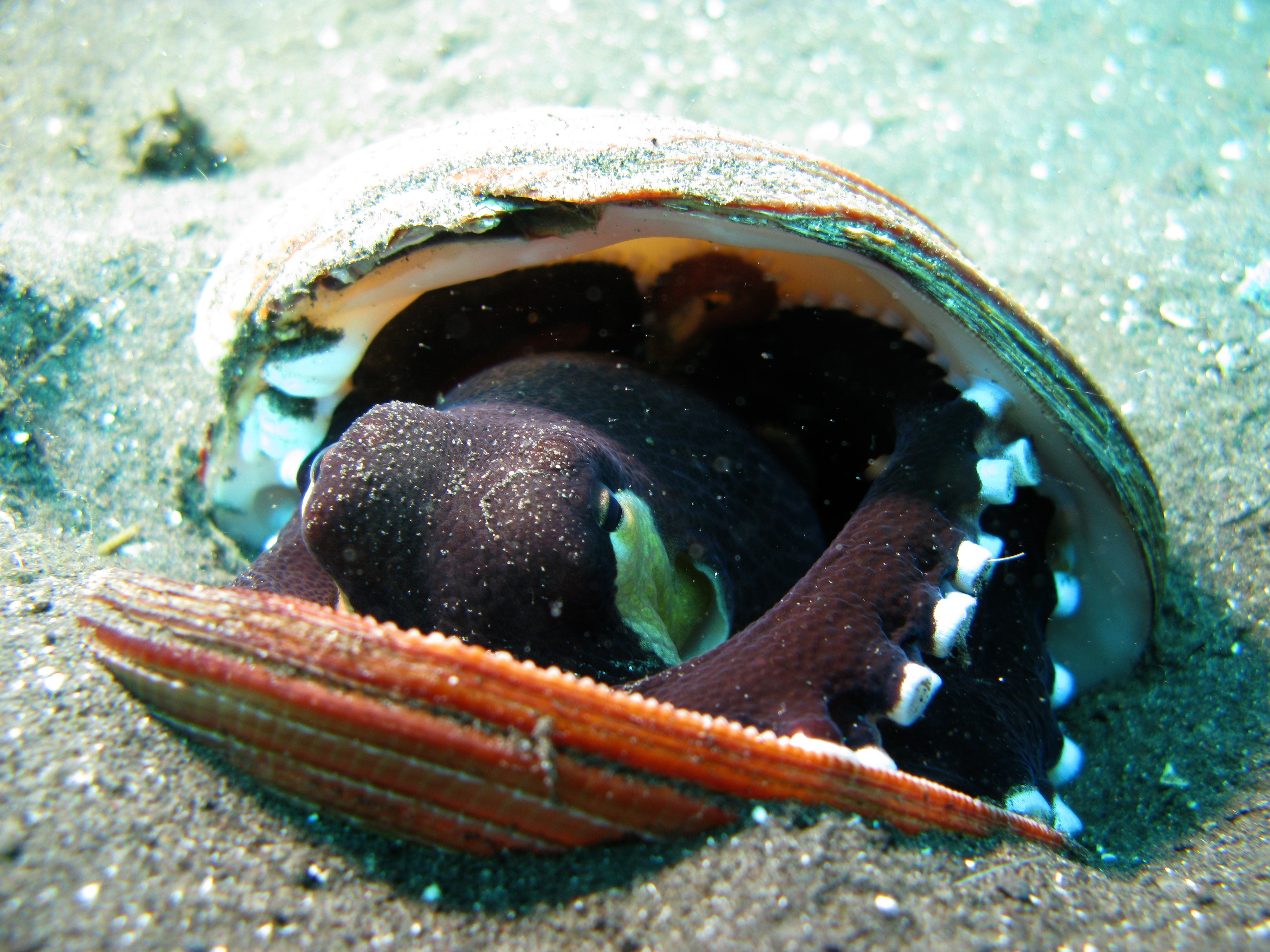
A. marginatus sử dụng vỏ của các loài động vật hai mảnh làm lá chắn

Amphioctopus là một chi bạch tuộc có khoảng 16 loài. 

## Loài
- Amphioctopus aegina
- Amphioctopus arenicola
- Amphioctopus burryi
- Amphioctopus exannulatus
- Amphioctopus fangsiao
- Amphioctopus granulatus *
- Amphioctopus kagoshimensis
- Amphioctopus marginatus, bạch tuộc gân
- Amphioctopus membranaceus *
- Amphioctopus mototi
- Amphioctopus neglectus
- Amphioctopus polyzenia
- Amphioctopus rex
- Amphioctopus robsoni
- Amphioctopus siamensis
- Amphioctopus varunae

Loài đánh dấu hoa thị (*) vẫn chưa được giải quyết.